# هاملت (فلم)
هاملت (الروسية: Гамлет) هو فيلم مقتبس عام 1964 بالروسية لمسرحية ويليام شكسبير التي تحمل العنوان نفسه (هاملت)، بناءً على ترجمة بوريس باسترناك، وأخرجه هريهوري كوزينتسيف ويوسف شابيرو، وبطولة إنوكينتي سموكتنوفسكي في دور الأمير هاملت.

## الجوائز
- 1964 جائزة لجنة التحكيم الخاصة لمهرجان البندقية السينمائي (الفائز) - غريغوري كوزينتسيف.[2]
- 1964 مهرجان الأسد الذهبي لمهرجان البندقية السينمائي (مرشح) - غريغوري كوزينتسيف.
- 1964 أفضل فيلم عن مهرجان فيسبادن شكسبير السينمائي.
- 1964 في مهرجان All-Union السينمائي
  - جائزة لجنة التحكيم الخاصة للإدراك البارز لمأساة شكسبير وأفضل موسيقى - دميتري شوستاكوفيتش.
  - جوائز الاتحاد السوفياتي للرسامين - E. Yeney، S. Virsaladze.
  - جائزة الاتحاد السوفياتي للسينمائيين - إينوكينتي سموكتونوفسكي.
- جائزة الدولة لاتحاد الجمهوريات الاشتراكية السوفياتية لعام 1965 (الفائز) - غريغوري كوزينتسيف ، إينوكينتي سموكتونوفسكي.
- 1966 جائزة البافتا لأفضل فيلم (مرشح) - Grigori Kozintsev.
- 1966 جائزة البافتا لأفضل ممثل في دور رئيسي (مرشح) - Innokenty Smoktunovsky.
- 1966 جائزة لجنة التحكيم الخاصة لمهرجان سان سيباستيان السينمائي (فاز) وجائزة الاتحاد الوطني لجمعيات الأفلام في إسبانيا .
- 1967 جوائز الغولدن غلوب لأفضل فيلم أجنبي بلغة أجنبية (مرشح).

## طاقم التمثيل
- الأمير هاملت - إنوكينتي سموكتنوفسكي
- كلوديوس - ميخائيل نازفانوف
- جيرترود - إلزا راضي
- بولونيوس - يوري تولوبييف
- ليرتيس - ستيبان أولكسينكو
- أوفيليا - أناستاسيا فيرتينسكايا
- هوراشيو - فلاديمير إرينبرغ
- روسنكرانتز - إيغور ديميترييف
- جيلدنسترن - فاديم ميدفيديف
- فورتينبراس - آدو كريفالد

### مَراجع عامَّة
- Catania، Saviour (2001). ""The Beached Verge": On Filming the Unfilmable in Grigori Kozintsev's Hamlet" (PDF). جامعة برونيل. ج. 1 ع. 2: 302–16. ISSN:1472-3085. مؤرشف من الأصل (PDF) في 2022-08-12.
- Collick، John (1989). "Grigori Kozintsev's Hamlet and Korol Ler". Shakespeare, Cinema and Society. دار نشر جامعة مانشستر  [لغات أخرى]‏. ص. 128–49. ISBN:9780719024481.{{استشهاد بكتاب}}:  صيانة الاستشهاد: علامات ترقيم زائدة (link)
- Crowther، Bosley (15 سبتمبر 1964). "Hamlet (1964)". نيويورك تايمز. مؤرشف من الأصل في 2023-06-19. اطلع عليه بتاريخ 2015-08-28.
- Eidsvik، Charles (1980). "Thought in film: the case of Kozintsev's Hamlet". جامعة وست فرجينيا. ج. 26: 74–82. ISSN:0362-3009.
- Guntner، J. Lawrence (2000). "Hamlet, Macbeth and King Lear on Film". في Jackson (المحرر). The Cambridge Companion to Shakespeare on Film. مطبعة جامعة كامبريدج. ص. 120–40. ISBN:9780521639750.
- Kott، Jan (1979). "On Kozintsev's Hamlet". Literary Review. ج. 22: 383–407.
- Kozintsev، Grigori (1967). Shakespeare: Time and Conscience. London: Dennis Dobson. OCLC:147034.
- Reeves، Geoffrey؛ Brook، Peter (1966). "Finding Shakespeare on Film. From an Interview with Peter Brook". ميت بريس. ج. 11 ع. 1: 117–21. DOI:10.2307/1125272. ISSN:0886-800X. JSTOR:1125272.
- Sokolyansky، Mark (2007). "Grigori Kozintsev's Hamlet and King Lear". في Jackson (المحرر). The Cambridge Companion to Shakespeare on Film. مطبعة جامعة كامبريدج. ص. 203–15. ISBN:9780521685016.

## روابط خارجية
- مقالات تستعمل روابط فنية بلا صلة مع ويكي بيانات